# Ogg Tarkin
Ogg Tarkin är ett oggprojekt för att skapa strömmande ljud och bild. Till skillnad från Ogg Theora så använder Tarkin-projektet en egenutvecklad teknik för att strömma bilden.